# الانفصال الألباني السوفيتي

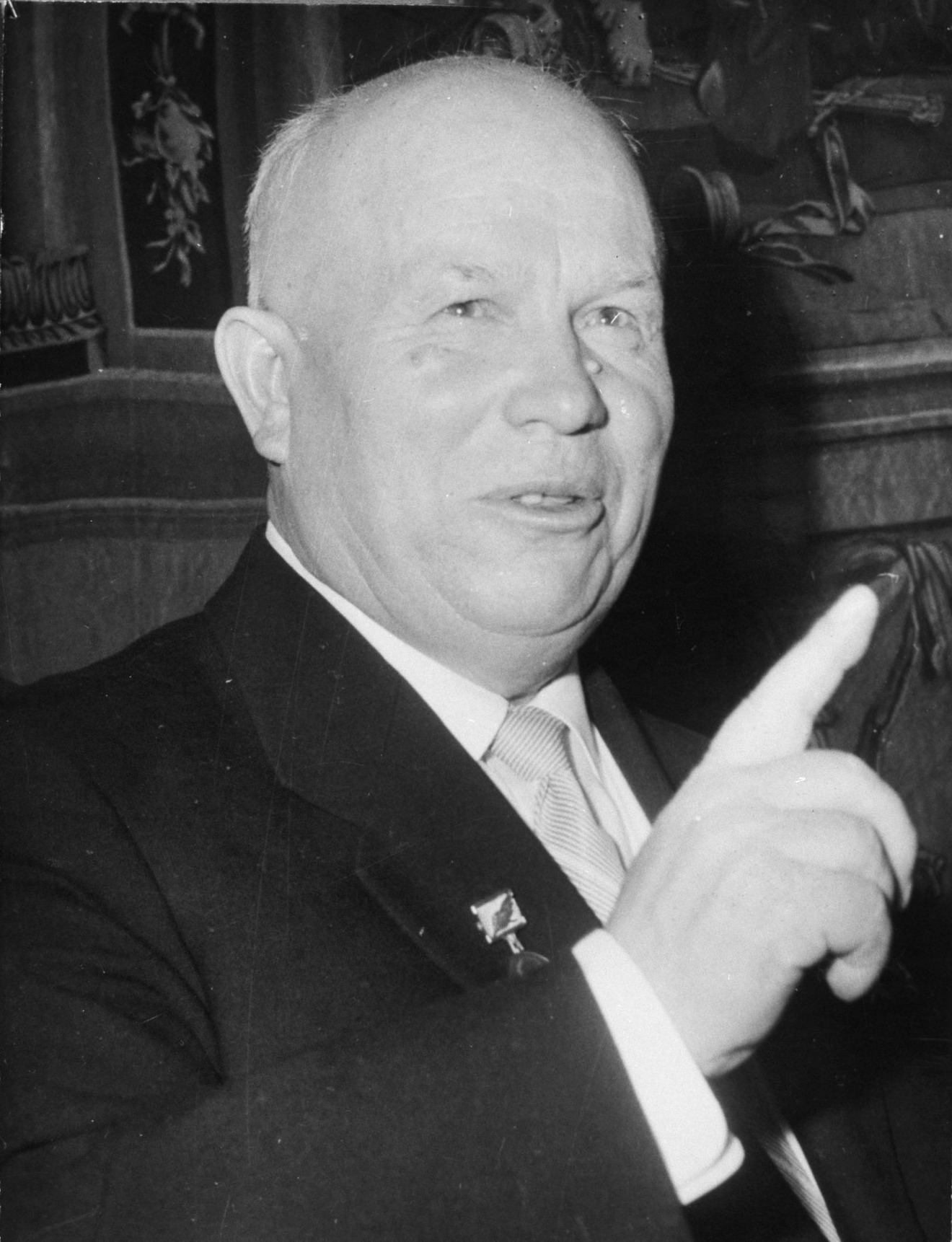
Nikita Khrushchev

الانفصال الألباني السوفيتي (بالإنجليزية: Albanian–Soviet split)‏هو التدهور التدريجي الذي طرأ على العلاقات بين اتحاد الجمهوريات الاشتراكية السوفيتية وجمهورية ألبانيا الشعبية، والذي حدث في الفترة 1955-1961 نتيجة التقارب بين الزعيم السوفيتي نيكيتا خروتشوف ويوغوسلافيا فضلًا عن «خطابه السري» وما أعقبه من حركات إلغاء الستالينية، بما في ذلك الجهود الرامية إلى توسيع نطاق هذه السياسات لتشمل ألبانيا كما حدث في دول الكتلة الشرقية الأخرى آنذاك.
بعد عام 1960، أصبح الانفصال الألباني السوفيتي علنيًا، عندما لم يؤيد الوفد الألباني، بقيادة هيسني كابو، وجهات نظر خروتشوف بشأن الانفصال الصيني السوفيتي خلال مؤتمر بوخارست لممثلي الأحزاب الشيوعية والعمال.
رأت القيادة الألبانية برئاسة أنور خوجة أن سياسات خروتشوف تتعارض مع المذهب الماركسي اللينيني واعتبرت استنكاره لجوزيف ستالين فعلًا انتهازيًّا يهدف إلى إضفاء الشرعية على الاشتراكية التطورية داخل الحركة الشيوعية الدولية. حدث الانفصال الألباني السوفيتي في خضم الانفصال الأكبر بين الصين والاتحاد السوفيتي، وبلغ ذروته بإنهاء العلاقات في عام 1961، ولكن ألبانيا لم تنسحب من حلف وارسو حتى عام 1968، وذلك ردًا على غزو تشيكوسلوفاكيا.

## خلفية
في نوفمبر 1941، تأسس الحزب الشيوعي الألباني –والذي عُرف باسم حزب العمل في ألبانيا بعد عام 1948 – في إطار الاحتلال الأجنبي للبلاد، ولم يكُن معظم أعضائه، بمن فيهم زعيمه أنور خوجة، على صلة بالشيوعية الدولية. علق المؤرخ جون هاليداي «أن الحزب أُنشئ دون أي اتصال مباشر معروف بموسكو». ذكر هاليداي كذلك أن «مثقفي الطبقة المتوسطة» الذين يعتنقون «التقاليد الفكرية الغربية» كانوا القوة الدافعة وراء تأسيس الحزب الشيوعي في ألبانيا. كانت ألبانيا كذلك الدولة الوحيدة في أوروبا الشرقية التي تحررت من احتلال قوات المحور دون وجود الجيش الأحمر على أرضها. أسفر مزيج من هذه العوامل إلى ارتياب ستالين في البداية «بشأن الزعيم الوحيد لنظام شيوعي في الكتلة السوفيتية والذي هرب من أي روابط تاريخية أو اتصال مع الاتحاد السوفيتي». واصل هاليداي قوله «لم يكن ذلك صائبًا في نظر خوجة فحسب، وإنما اعتبرته كذلك معظم النخبة الرائدة في ألبانيا». على الرغم من ذلك، رأى هاليداي أن طائفة خوجة الشخصية جعلته «الستاليني الأبرز». يرى هاليداي أن العديد من المبررات التي استخدمها نيكيتا خروتشوف للتنديد بجوزيف ستالين، تنطبق على أنور خوجة.
في أعقاب تحرير ألبانيا في 29 نوفمبر 1944، هيمنت يوغوسلافيا على السياسات الاقتصادية والخارجية للبلاد بقيادة جوزيف بروز تيتو، وأصبحت ألبانيا وفقًا للمؤرخة ميراندا فيكرز «دولة شبه تابعة». خلال هذه الفترة، وعلى الرغم من إقامة علاقات دبلوماسية رسمية في ديسمبر 1945، بقيت الروابط مع الاتحاد السوفيتي محدودة.

### الانفصال اليوغوسلافي السوفيتي
في إطار قيادة الحزب الشيوعي لألبانيا، نشأت توترات بين الفصائل والشخصيات المناوئة ليوغوسلافيا والمعادية لها، وتعرض المناهضون لهجوم متزايد من كوتشي شوكس، رئيس الفصيل الموالي ليوغوسلافيا. تعرض خوجة للتهديد بسبب معارضته الفصيل الموالي ليوغسلافيا، إذ سعى شوكس إلى الإطاحة بخوجة وضم ألبانيا لتصبح الجمهورية السابعة ليوغوسلافيا. أتاح الانفصال السوفيتي اليوغسلافي في عام 1948 لألبانيا فرصة التحرر من الهيمنة اليوغوسلافية، وأصبحت أول دولة تؤيد مكتب الإعلام الشيوعي (المعروف في الغرب باسم الكومنفورم) بقراره الذي يهاجم القيادة اليوغوسلافية بزعم انتهاكها طريق الانحراف القومي والإصلاح الرأسمالي.
منذ تلك اللحظة، كانت العلاقات بين ألبانيا والاتحاد السوفيتي وثيقة نسبيًا حتى 5 مارس 1953، بعد وفاة ستالين. ذكر المؤرخ نيكولاس بانو أنه «بحلول مطلع عام 1949، تقدمت ألبانيا من كونها دولة شبه تابعة إلى دولة تابعة تمامًا للاتحاد السوفيتي». في عام 1949، أصبحت ألبانيا عضوًا في مجلس التعاون الاقتصادي، وانضمت إلى معاهدة وارسو عند وضعها في عام 1955. علاوة على ذلك، أنشأ السوفييت قاعدة غواصات في فلورا في عام 1952.

### وفاة ستالين
بعد أيام من وفاة ستالين، ذكر خوجة في مذكراته المخاوف التي تساوره هو وآخرون بشأن ما سيحدث بعد زعامة ستالين. «الطريقة التي جرى بها الإعلان عن وفاة ستالين وتنظيم مراسم جنازته خلقت ذلك الانطباع، إذ انتظر العديد من أعضاء رئاسة اللجنة المركزية للحزب الشيوعي للاتحاد السوفيتي وفاته بفارغ الصبر».
كان للاجتماع الذي عُقد مع القادة السوفييت في يونيو دور في إثارة شكوك خوجة بشأن نوايا القيادة الجديدة، وانخفضت المعونة المقدمة من الاتحاد السوفيتي والكتلة الشرقية إلى ألبانيا في مطلع عام 1954، فوفقًا لما ورد عن الزعيم السوفيتي نيكيتا خروتشوف، فإنه رأى أن «التكلفة التجارية لدعم ألبانيا لا تعود بما يكفي على المصالح السوفيتية ومصالحها الاستراتيجية». ردًا على الضغوط السوفيتية التي مورست مبكرًا على دول أوروبا الشرقية لمتابعة الإصلاحات الاقتصادية والسياسية، أعلنت ألبانيا تغييرات طفيفة في أولويات التخطيط وبعض الاستعداد لتحسين علاقات الدولة مع يوغوسلافيا كما فعل السوفييت. خضعت الحقائب السياسية للتغيير كذلك تماشيًا مع إعادة التأكيد السوفيتي على مبدأ القيادة الجماعية.

رأى خوجة الضغوط السوفيتية تصب في خدمة أهداف الاشتراكية التطورية الخفية في محاولة خلع الزعماء الستالينيين أو تقويضهم. بالتالي، أشار في اجتماع عقده مع خروتشوف بشأن قضية الزعامة الجماعية إلى الآتي:
أخبرنا خروتشوف عن إبلاغ الأحزاب الشقيقة الأخرى عن «تجربة» الاتحاد السوفياتي بشأن من ينبغي أن يكون الأمين الأول للحزب ومن هو رئيس الوزراء في الدول الديمقراطية الشعبية. أخبرنا خروتشوف كذلك «بأنه تحدث بشأن هذه الاستفسارات مع الرفاق البولنديين قبل مؤتمر حزبهم». ناقشنا الأمور باستفاضة ونعتقد أنه يجب على الرفيق بيروت البقاء في منصب رئيس مجلس الوزراء وأنه يجب تعيين الرفيق أوشاب أمينًا أول للحزب». بالتالي، سعى خروتشوف منذ البداية إلى استبعاد بيروت عن قيادة الحزب، ومُنح السوفييت الضوء الأخضر لجميع العناصر التحريفية، وهم من كانوا حتى الأمس يتباهون ويبقون بعيدًا عن الأضواء، منتظرين اللحظات المناسبة. هذه اللحظات المناسبة التي ابتكرها خروتشوف الذي أصبح بفضل تصرفاته وأفكاره الجديدة الملهم والمنظم للتغيرات الجديدة وإعادة التنظيم.

## بدايات الانفصال
أشار جون هاليداي إلى أن العلاقة بين موسكو وتيرانا كانت جيدة بشكل ملحوظ حتى أواخر خمسينيات القرن العشرين، إلا أن تقارب خروتشوف من يوغوسلافيا في عام 1955 واستنكاره لستالين في عام 1956 كانا السببين الرئيسيين المسؤولين عن تدهور العلاقات بين الدولتين. في يونيو 1954، أرسل خروتشوف رسالة إلى قادة أحزاب الكتلة الشرقية انتقد فيها قرارات الكومنفورم التي تدين يوغوسلافيا في الفترة 1948-1949 زاعمًا أنها رمت تيتو وبقية القيادة اليوغوسلافية «في أحضان الولايات المتحدة وبريطانيا العظمى ما أدى إلى إبرام يوغوسلافيا اتفاقًا عسكريًا مع عضوين في منظمة حلف شمال الأطلسي». لم يوافق خوجة هذا الرأي، فكتب لاحقًا «حتى وإن أُدينت القيادة اليوغوسلافية ظلمًا في عام 1949، كما يدعي خروتشوف، لا يوجد أي مبرر لوقوعها في يد الإمبريالية».